# Шиндлерии
Шиндлерии (лат. Schindleria) — род морских лучепёрых рыб из семейства бычковых (Gobiidae), хотя ранее рассматривался как единственный род в семействе Schindleriidae. Назван в честь немецкого зоолога Отто Шиндлера (1906—1959). Schindleria brevipinguis обнаружена в южной части Тихого Океана от Южно-Китайского моря до Большого Барьерного рифа у восточного побережья Австралии.
Распространены в Индо-Тихоокеанской области.

## Классификация
На май 2020 года в род включают 7 видов:
- Schindleria brevipinguis Watson & Walker, 2004
- Schindleria elongata Fricke & Abu El-Regal, 2017
- Schindleria macrodentata Ahnelt & Sauberer, 2018[6]
- Schindleria multidentata Ahnelt, 2020[7]
- Schindleria nigropunctata Fricke & Abu El-Regal, 2017
- Schindleria pietschmanni (Schindler, 1931) — Шиндлерия Питшманна[1]
- Schindleria praematura (Schindler, 1930) typus — Обыкновенная шиндлерия[1]

Несколько видов из окрестностей островов Рюкю ещё не описаны.